# You (Tornike-Kipiani-Lied)
You (englisch für „Du“) ist ein englischsprachiger Popsong, der vom georgischen Sänger Tornike Kipiani geschrieben und interpretiert wurde. Mit diesem Titel trat er als Teilnehmer aus Georgien beim Eurovision Song Contest 2021 in Rotterdam an.

## Hintergrund und Produktion
Bereits im März 2020 kündigte die georgische Rundfunkanstalt SSM an, dass Kipiani für Georgien beim kommenden Eurovision Song Contest antritt, nachdem die Ausgabe 2020 aufgrund der fortschreitenden COVID-19-Pandemie abgesagt worden war. Kipiani qualifizierte sich mit dem Sieg der Castingshow Georgian Idol 2020.
Der Song wurde von Kipiani selbst getextet und komponiert. Produzent war Aleko Berdsenischwili, welcher den Titel auch abmischte. An der Aufnahme waren ein Mädchenchor sowie Mariko Leschawa und Mariam Schengelia beteiligt.

## Musik und Text
Der Titel wird als Mischung aus Blues, Pop-Rock und Bluesrock beschrieben. Außerdem ist You im 12⁄8-Takt notiert. Laut des Sängers handle der Titel von der Liebe zur Erde, sowie der Liebe Mensch zu sein, obwohl es manchmal schwer sei. Jeder wolle sich selbst nahestehende Personen fühlen, sehen, hören und bei ihnen sein. Im Gegensatz zur gängigen Praxis besteht der Titel lediglich aus drei aufeinanderfolgenden Strophen.

## Beim Eurovision Song Contest
Die Europäische Rundfunkunion kündigte am 17. November 2020 an, dass die ausgeloste Startreihenfolge für den 2020 abgesagten Eurovision Song Contest beibehalten werde. Georgien trat somit in der zweiten Hälfte des zweiten Halbfinale am 20. Mai 2021 an. Am 30. März gab der Ausrichter bekannt, dass Georgien die Startnummer 10 erhalten hat. Das Land schied jedoch bereits im Halbfinale aus und konnte sich somit nicht für das Finale qualifizieren.

## Veröffentlichung und Musikvideo
Der Titel wurde erstmals am 15. März der Öffentlichkeit präsentiert. Gleichzeitig erschien ein Musikvideo, welches unter der Regie von Temo Kwirkwelia und Kipiani selbst gedreht wurde.

## Rezeption
Der deutsche Fanblog ESC Kompakt nahm You überwiegend negativ auf. So sei der Titel „absolut einschläfernd“ und sei „längsten drei Minuten des diesjährigen ESC“. Das Bieler Tagblatt kritisierte die Gesangsleistung Kipianis und schrieb, er „traf nur selten die Töne“.